# Florynce Kennedy
Florynce Rae Kennedy (Kansas City, 11 februari 1916 – New York, 21 december 2000) was een Amerikaanse advocate, radicale feministe, voorvechtster van burgerrechten, docente en activiste.

## Jeugd
De Afro-Amerikaanse Kennedy werd geboren in Kansas City (Missouri) als dochter van Wiley Kennedy en Zella Rae Jackman Kennedy. Haar vader Wiley Kennedy was slaapwagonbediende en had later een taxibedrijf. Als tweede van vijf dochters had ze een gelukkige jeugd ondanks de armoede tijdens de crisisjaren van de jaren 1930 en het racisme in haar overwegend witte buurt. Kennedy herinnerde zich een tijd waarin haar vader gewapend was met een jachtgeweer, omdat de Ku Klux Klan hen uit de buurt wilden verdrijven. Ze zei later: "Mijn ouders gaven ons een fantastisch gevoel van veiligheid en waarde. Tegen de tijd dat de intoleranten ons vertelden dat we niemand waren, wisten we al dat we iemand waren."

Kennedy studeerde als beste van haar klas af aan de Lincoln High School. Hierna had ze verschillende baantjes, waaronder eigenares van een hoedenwinkel en liftbediende. Na het overlijden van haar moeder Zella in 1942 reisde Kennedy van Missouri naar New York, waar ze met haar zus Grayce een appartement in Harlem betrok. Over de verhuizing naar New York zei ze: "Ik kwam hier eigenlijk niet om naar school te gaan, maar de scholen waren er nu eenmaal, dus ging ik er naar toe." In 1944 begon ze rechten te studeren aan de Columbia University School of General Studies. Ze verkreeg haar bachelor in 1949. Toen ze zich aanmeldde bij de rechtenfaculteit van de universiteit voor een master werd haar toelating geweigerd. In haar autobiografie schreef Kennedy:
De adjunct-decaan, Willis Reese, vertelde mij dat ik niet was afgewezen omdat ik zwart was, maar omdat ik een vrouw was. Dus schreef ik hem een brief waarin ik zei dat wat de reden ook was, het voor mij hetzelfde was, en dat sommige van mijn meer cynische vrienden dachten dat ik werd gediscrimineerd omdat ik zwart was.
Kennedy ontmoette de decaan en dreigde de school aan te klagen, waarna ze werd toegelaten. Zij was de enige zwarte persoon en er waren acht vrouwen in haar jaar.

## Carrière in de rechten
Kennedy studeerde in 1951 af aan de rechtenfaculteit van de Columbia-universiteit.
In 1954 opende ze haar eigen kantoor, waar ze huwelijkszaken regelde en enkele strafzaken behandelde. Ze was lid van de Young Democrats of America (de jongerenafdeling van de Democratische Partij). In 1956 ging ze een juridisch partnerschap aan met de advocaat die Billie Holiday had vertegenwoordigd in een zaak over illegaal bezit van drugs. Kennedy werd aangesteld om de nalatenschap van Holiday te vertegenwoordigen, en ook die van Charlie Parker.

### Acteren
Kennedy speelde in de film The Landlord (1970), een bewerking van Kristin Hunters roman uit 1966, waarin ze "Enid" speelde. Ze speelde in het onafhankelijke politieke drama Born in Flames (1983), geregisseerd door Lizzie Borden, waarin ze "Zella" speelde.
Kennedy speelde ook in Who Says I Can't Ride a Rainbow met Morgan Freeman, geregisseerd door Edward Mann en ze was te zien in de tv-serie Some of My Best Friends Are Men (1973).
Kennedy was een van de vele vertellers in het tweede deel van de film Come Back, Africa: The Films of Lionel Rogosin, over de Afro-Amerikaanse geschiedenis en de apartheid in Zuid-Afrika. Deze film werd gemaakt om "te dienen als een uniek onderdeel van de orale geschiedenis van Afro-Amerikanen".
In 1997 ontving Kennedy de Lifetime Courageous Activist Award en het jaar daarop werd zij door de Columbia-universiteit geëerd met de Owl Award voor uitmuntende alumni. In 1999 werd haar de Century Award toegekend door de City University of New York.

## Activisme
Kennedy zag intersectionaliteit als haar benadering van activisme. Sherie Randolph citeert Kennedy in haar boek Florynce "Flo" Kennedy: The Life of a Radical Black Feminist: "Mijn belangrijkste boodschap is dat we een pathologisch, institutioneel racistische, seksistische, klassenmaatschappij hebben. En dat er technieken worden gebruikt die mensen tot-neger-maken. Deze mechanismen schaden niet alleen zwarte mensen, maar ook vrouwen, homo's, ex-gevangenen, sekswerkers, kinderen, ouderen, gehandicapten en de inheemse bevolking van Amerika. En  als we de pathologie van onderdrukking kunnen gaan analyseren... we veel zouden kunnen leren over hoe we ermee om moeten gaan." Kennedy bleef hetzelfde doel herhalen: "vrouwen aansporen de bronnen van hun onderdrukking te onderzoeken. Ze sprak over dagelijkse verzetsdaden die we allemaal kunnen ondernemen en haar eigen arrestaties en politieke acties kunnen uitvoeren." Kennedy vatte haar proteststrategie samen als "blanke mensen nerveus maken".
Kennedy droeg vaak een cowboyhoed  en roze zonnebril. Een ander handelsmerk tijdens haar openbare optredens waren valse wimpers, die ze haar 'Daffy Duck'-wimpers noemde en die ze met groot succes gebruikte. Kennedy had een zomerhuis op Fire Island en was een graag geziene gast in het sociale leven daar. Ze nodigde veel activisten uit om haar te bezoeken.
Kennedy hield regelmatig salons in haar appartement aan East 48th Street, vlak bij Fifth Avenue in New York. Ze zorgde ervoor dat mensen elkaar konden ontmoeten, ideeën konden uitwisselen en ze kwam altijd met projecten. Ze gaf rondleidingen door haar appartement en liet gasten de 'vieze kamer' en de 'vuile kamer' zien.

### Vroeg activisme
Haar activisme begon al op jonge leeftijd. Volgens Jason Chambers in zijn boek Madison Avenue and the Color Line: African Americans in the Advertising Industry: "Nadat zij haar middelbareschooldiploma had gehaald, organiseerde [Kennedy] een succesvolle boycot tegen een Coca-Cola-bottelaar die weigerde zwarte vrachtwagenchauffeurs aan te nemen."
"Kennedy herinnerde zich dat ze voor het eerst werd gearresteerd in 1965 toen ze naar haar huis op East 48th Street ging en de politie weigerde te geloven dat ze in de buurt woonde. Vanaf dat moment richtte ze haar aandacht op de bestrijding van racisme en discriminatie." 
Ze zette zich in als activist voor feminisme en burgerrechten . De zaken die ze behandelde, hadden steeds vaker hierop betrekking. Ze was een goede vriendin van haar collega rechtenstudent aan Columbia, Morton Birnbaum MD, wiens concept sanism zij in de jaren zestig beïnvloedde.
Kennedy richtte in 1966 de Media Workshop op. Ze gebruikte die om strategieën te bespreken om de media uit te dagen en om het belang te benadrukken van het delen van tactische informatie tussen sociale bewegingen onderling. Zij en anderen demonstreerden bij mediainstituten en lobbyde ten behoeve van de representatie van zwarte mensen in de media. Ze verklaarde dat ze grote adverteerders zou boycotten als ze geen zwarte mensen in hun advertenties zouden opnemen. Ze was aanwezig bij alle drie de Black Power-conferenties en vertegenwoordigde H. Rap Brown, Assata Shakur en de Black Panthers. Kennedy vertegenwoordigde ook de prominente radicale feministe Valerie Solanas, die terechtstond voor de poging tot moord op Andy Warhol in 1968. 
Kennedy speelde een belangrijke rol bij het formuleren van het Miss America-protest van 1968. Het Miss America-protest was een demonstratie tegen de ‘uitbuiting van vrouwen’. Randolph schrijft in haar boek Florynce "Flo" Kennedy: The Life of a Black Feminist Radical op dat Kennedy andere zwarte feministen rekruteerde voor dit protest. Tijdens het protest werden meerdere vrouwen gearresteerd en Kennedy vertegenwoordigde hen als advocaat.
In de jaren zeventig gaf Kennedy lezingen met schrijfster Gloria Steinem. Als een man het paar zou vragen of ze lesbisch waren – een stereotype van feministen in die tijd – citeerde Kennedy Ti-Grace Atkinson en antwoordde: ‘Ben jij mijn alternatief?’ Ze was een van de eerste leden van de National Organization for Women, maar verliet deze organisatie in 1970, ontevreden over hun aanpak. In 1971 richtte ze de Feministische Partij op, die Shirley Chisholm voordroeg als president. Ze hielp ook bij de oprichting van de National Women's Political Caucus. Vanaf 1972 was ze lid van de raad van advies van de Westbeth Playwrights Feminist Collective, een theatergroep uit New York die toneelstukken produceerde over feministische onderwerpen. Kennedy's positie over de rol van zwarte feministen was diplomatiek zonder vermijdend te zijn.'
Kennedy was een voorstander van het recht op abortus en schreef samen met Diane Schulder het boek Abortion Rap. De uitdrukking "Als mannen zwanger konden worden, zou abortus een sacrament zijn" wordt soms aan Kennedy toegeschreven, hoewel Gloria Steinem de uitdrukking toeschreef aan "een oude Ierse taxichauffeur in Boston" die zij en Kennedy naar eigen zeggen hadden ontmoet. In 1972 diende Kennedy bij de Internal Revenue Service een aanklacht in tegen de Katholieke Kerk wegens belastingontduiking. Zij stelde dat hun campagne tegen het recht op abortus in strijd was met de scheiding tussen kerk en staat.
Sherie Randolph schetst in haar artikel "Not to Rely Completely on the Courts" dat Kennedy een van de advocaten was in de zaak Abramowicz v. Lefkowitz, de collectieve rechtszaak die de strenge abortuswetten van New York wilde intrekken. Randolph verklaarde: "Deze zaak was een van de eerste waarbij vrouwen die het slachtoffer waren geworden van illegale abortussen werden gebruikt als getuige deskundige  in plaats van dat er artsen werd opgevoerd." "Deze aanpak werd uiteindelijk gebruikt in de zaak Roe v. Wade, in 1973, die het verbood om beperkende abortuswetten te handhaven. Kennedy was advocaat voor de Women's Health Collective en 350 eisers in een soortgelijke rechtszaak over abortus in New York.

### Later activisme
Nadat in 1971 de opstand in de Attica-gevangenis in de staat New York was ontstaan als gevolg van mensenrechtenschendingen, ontstond er een solidariteitsprobleem tussen de Black Power-beweging en de feministische beweging. Activisten moesten vaak kiezen tussen de twee. Kennedy reageerde op de afkeuring van feministen tegenover degenen die zowel de black power-beweging als het feminisme steunden door te zeggen: "Wij steunen Attica niet. Wij ZIJN Attica. Wij zijn Attica of wij zijn niets." In 1973 richtte Kennedy samen met Margaret Sloan-Hunter de National Black Feminist Organization (NBFO) op,  die zich bezighield met ras- en seksegerelateerde kwesties zoals voortplantingsrechten en sterilisatiecampagnes die gericht waren tegen specifieke rassen.

In 1973 nam Kennedy deel aan een protesteren tegen het gebrek aan damestoiletten op de Harvard-universiteit. Vrouwen goten  potten met nep-urine op de trappen van de Lowell Hall van de universiteit. Toen haar hiernaar werd gevraagd, zei ze:
Ik ben gewoon een luidruchtige, gekleurde vrouw van middelbare leeftijd met een vergroeide ruggengraat en een meter aan ontbrekende ingewanden. Veel mensen denken dat ik gek ben. Misschien denk jij dat ook wel, maar ik vraag me nooit af waarom ik niet ben zoals andere mensen. Het is voor mij een raadsel waarom er niet meer mensen zijn zoals ik.
In 1974 schreef het tijdschrift People dat zij "de grootste, luidruchtigste en, onbetwistbaar, de grofste mond op het slagveld" was.
In 1977 werd Kennedy partner van het Women's Institute for Freedom of the Press (WIFP). WIFP is een Amerikaanse non-profit uitgeverij. De organisatie streeft ernaar de communicatie tussen vrouwen te verbeteren en het publiek in contact te brengen met vormen van vrouwenmedia.
Kennedy was een fervent tegenstander van militaire en interventionistische oorlogen, met name de Vietnamoorlog. Zij bedacht de term "Pentagonorroe".

## Persoonlijk leven
In 1946 schreef Kennedy een monografie met de titel "The Case Against Marriage", die ze later samenvatte in haar autobiografie:
... het idee is dat het huwelijk onzin is. Waarom zou je jezelf opsluiten in de wc, alleen maar omdat je drie keer per dag moet?
In 1957 trouwde Kennedy met science fictionauteur Charles Dye, die eerder getrouwd was met collega-science fictionauteur Katherine MacLean. Dye leed aan alcoholisme en stierf als dertiger rond 1960. Kennedy is nooit hertrouwd en heeft nooit kinderen gekregen.
In 1986, op haar 70e verjaardag, gaf Kennedy een verjaardagsfeest in de New York City Playboy Club, gesponsord door Christie Hefner, de dochter van Hugh Hefner en voormalig CEO van Playboy Enterprises. 
Kennedy droeg bij aan de bloemlezing Sisterhood is Powerful: An Anthology of Writings From The Women's Liberation Movement uit 1970 onder redactie van Robin Morgan met het stuk "Institutionalized oppression vs. the female". In 1976 schreef Kennedy een autobiografie, Color Me Flo: My Hard Life and Good Times (Englewood Cliffs, NJ: Prentice Hall), waarin ze schreef over haar leven en carrière. Ze werkte ook samen met William Francis Pepper aan het boek Sex Discrimination in Employment: An Analysis and Guide for Practitioner and Student. Ze stierf op 21 december 2000 in haar huis in New York, op 84-jarige leeftijd.
Kennedy was een atheïst die ooit de volgende uitspraak deed: "Het is interessant om te mijmeren over hoe het zo is gekomen dat in twee van de meest antifeministische instellingen, de kerk en de rechtbank, mannen jurken dragen."

## In populaire cultuur
Kennedy was in 2020 twee keer te zien in biografische films over andere vrouwen. In Mrs. America, serie over Phyllis Schlafly, werd ze gespeeld door Niecy Nash, terwijl ze in de Gloria Steinem-biopic The Glorias uit 2020 werd gespeeld door Lorraine Toussaint.
In de humoristische serie History of the World, Part II van Mel Brooks uit 2023 wordt Kennedy gespeeld door Kym Whitley.